# غراتسيا ديليدا

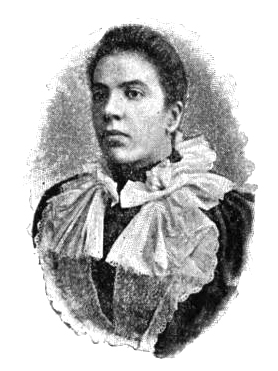
غراتسيا ديليدا

غراتسيا ديليدا (بالإيطالية: Grazia Deledda)‏ هي أديبة إيطالية من مواليد جزيرة سردينيا ولدت في 27 سبتمبر 1871 وتوفيت في 15 اغسطس 1936. هاجرت إلى روما في أوائل القرن العشرين حصلت على جائزة نوبل في الأدب لسنة 1926. وهي ثاني امرأة تحصل على الجائزة. كانت اعمالها شديدة الارتباط بموطنها الأصلي سردينيا.

## أعمالها

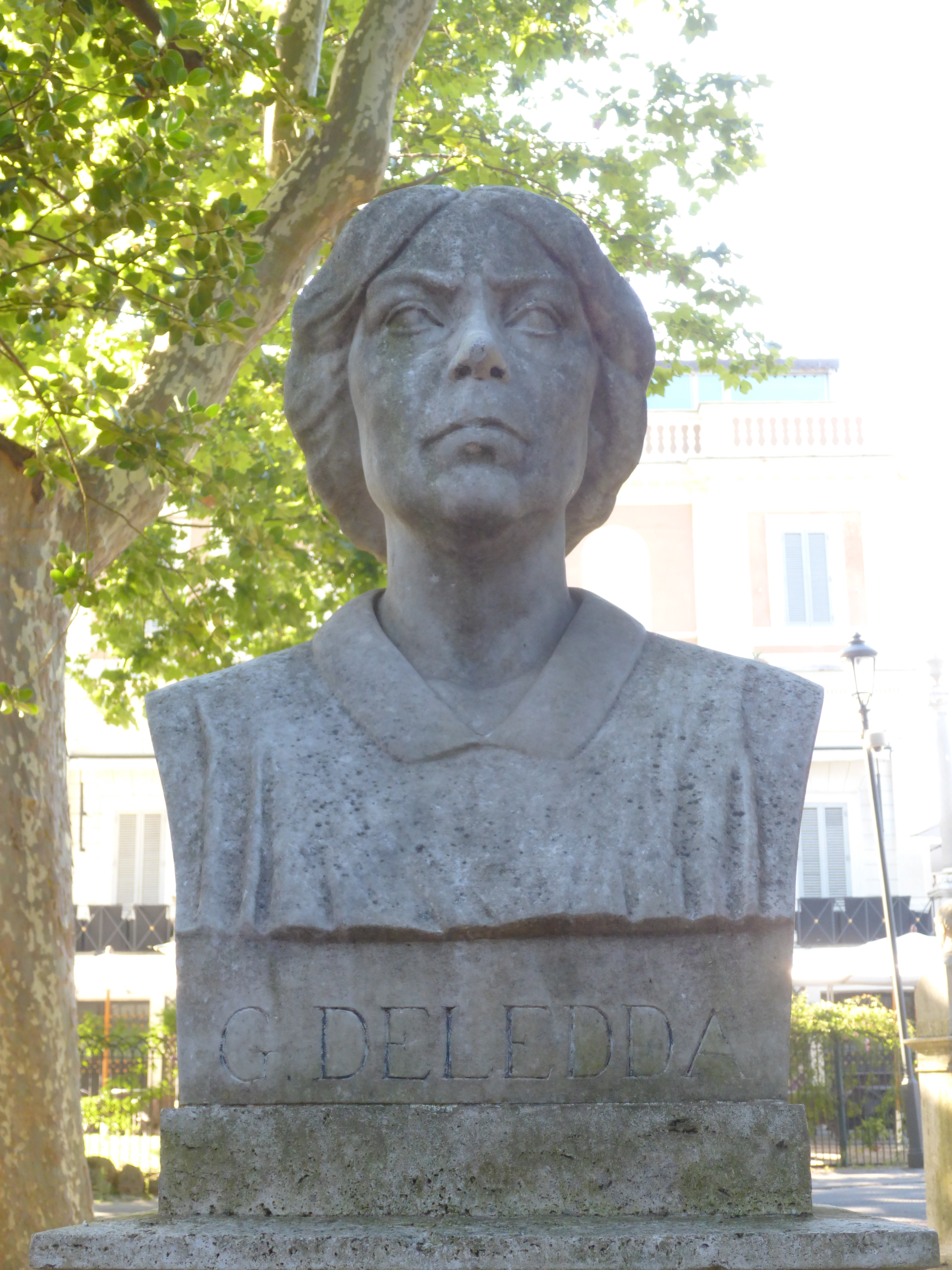
تمثال بجسد غراتسيا ديليدا صنع بواسطة أميليا كامبوني، ويعرض حاليا في روما

«البحر الأزرق» وهي مجموعة قصصية نشرت في عام 1890 لاقت نجاح كبير وروايات «نصوص سردينيا» التي نشرت عام 1892 و«زهور سردسنيا» نشرت عام 1894 و«ارواح شريرة» نشرت عام 1896 وقد كتب مقدمتها الكاتب الإيطالي الكبير روجيرو بونجي «عجوز الجبل» 1900 والتي تعتبر مفتاحا للكثير من اعمالها ثمتلت ذلك بروايات «الياس بورتولو» نشرت عام 1903 تم روايات «رماد» و«اموت أو احبك» ثم في عام 1912 نشرت رواية «أبيض غامض» «الحب والحقد» وفي عام 1915 نشرت «الطفل المختبئ» و«ماريانا» ثم تلت ذلك برواية «الام» عام 1920 واله الأحياء في 1922

## روابط خارجية
- غراتسيا ديليدا على موقع IMDb (الإنجليزية)
- غراتسيا ديليدا على موقع الموسوعة البريطانية (الإنجليزية)
- غراتسيا ديليدا على موقع مونزينجر (الألمانية)
- غراتسيا ديليدا على موقع إن إن دي بي (الإنجليزية)
- غراتسيا ديليدا على موقع ديسكوغز (الإنجليزية)
- غراتسيا ديليدا على موقع قاعدة بيانات الفيلم (الإنجليزية)